# Царневанц
Царневанц (нем. Zarnewanz) — община в Германии, в земле Мекленбург-Передняя Померания.
Входит в состав района Бад-Доберан. Подчиняется управлению Тессин.  Население составляет 391 человек (на 31 декабря 2010 года). Занимает площадь 15,31 км².